# Борейко, Яков Ильич
Я́ков Ильи́ч Боре́йко (14 декабря 1923 — 10 октября 2009) — советский лётчик, участник Великой Отечественной войны, штурмовик-разведчик.

## Биография
Уроженец села Степашки Гайсинского района, Винницкой области. В 1936 году, спасаясь от голодомора, семья переехала в г. Славянск, Донецкой области УССР. В Славянске окончил 9 классов Славянской средней школы, параллельно занимаясь в Славянском аэроклубе. С 6 августа 1940 года — курсант Ворошиловградской военной авиационной школы пилотов имени пролетариата Донбасса Харьковского военного округа. По окончании школьной программы и освоения самолётов Р-5 и СБ, был направлен для дальнейшего обучения по курсу командиров звеньев в Краснодарское объединенное военное авиационное училище.

## Участие в боевых действиях
В ноябре 1942 года по окончании училища получил звание лейтенанта и был направлен в 15-й отдельный резервный разведывательный авиаполк Приволжского военного округа в г. Петровск. Будучи в резерве, освоил без провозных полётов (самостоятельно) самолёт Ил-2. По его воспоминаниям, одним из учебников в авиационной школе была работа Д. А. Борейко «Основы Авиации». В должности командира звена 23 июня 1943 года прибыл на фронт, где был зачислен в состав 14 отдельной разведывательно-корректировочной авиационной эскадрильи 16 Воздушной армии Центрального фронта. В составе эскадрильи участвовал в боях на Курской дуге, в битве за Днепр, в Белорусской, Висло-Одерской и Берлинской стратегических наступательных операциях Великой Отечественной войны 1941—1945 гг. За выполнение 84 боевых вылетов и проявленные при этом отвагу и героизм награждён двумя орденами Боевого Красного знамени, двумя орденами Отечественной войны I и II степени, тремя орденами Красной звезды. За освобождение Польши и участия в операциях Войска Польского награждён главнокомандующим Бур-Комаровским двумя польскими государственными наградами. Войну закончил в Берлине в должности заместителя командира авиационной эскадрильи и остался в кадрах Вооруженных сил.

## Послевоенная деятельность
В 1945 году — штурман 59 Гвардейского Штурмового авиационного полка. В 1949 году в двадцатишестилетнем возрасте — командир 537 Штурмового авиационного полка 109 ШАД 54 Воздушной армии Приморского Военного округа. В августе 1954 года поступил и в 1957 году окончил Военно-Воздушную Краснознаменную академию (ныне — Военно-воздушная академия им. Ю. А. Гагарина), по окончании назначен заместителем командира Дивизии по лётной подготовке. После сокращения ВВС в 1958—1959 годах остался в кадрах и был назначен заместителем начальника боевой подготовки воздушной армии.
В 1969 году направлен на преподавательскую работу в ВВА им. Гагарина, где в полной мере применил богатый боевой опыт и опыт работы в войсках в учебном процессе и научных исследованиях. По профилю кафедры Оперативного искусства выполнил и опубликовал 6 научных работ, участвовал в разработке курсов боевой подготовки родов авиации, наставления по производству полётов.
Его учениками были главнокомандующие ВВС П. С. Дейнекин, В. С. Михайлов, А. Н. Зеленин, космонавты В. В. Васютин, А. А. Губарев, главком ВВС Кубы Рафаэль дель Пино Диас, такие известные личности как А. В. Руцкой, Джохар Дудаев и многие другие.
В 1974 году Я. И. Борейко был направлен для оказания помощи в организации и проведении учебного процесса по подготовке военных кадров в академию Сирийской Арабской Республики (САР). За успешное выполнение интернационального долга поощрён командованием Академии САР, Командующим ВВС САР и Послом СССР в САР.
По окончании службы в Вооруженных Силах остался на преподавательской деятельности в ВВА им. Гагарина в качестве Доцента кафедры Оперативного искусства. В последние годы активно работал в составе правления клуба «Авиатор» по вопросам военно-патриотического воспитания молодёжи. Награждён орденом Общественного признания «Серебряная звезда».

## Награды
- Три ордена Красного Знамени
- Три ордена Красной Звезды
- Два ордена Отечественной войны
- Орден Общественного признания «Серебряная звезда».